# Палац Потоцьких (Тульчин)
Палац Потоцьких — пам'ятка архітектури у Тульчині в стилі класицизм 2-ї половини 18 століття. Під час Української революції 1917—1921 в палаці діяла лічниця вояків УГА, хворих на тиф.

## Історія, палацовий ансамбль

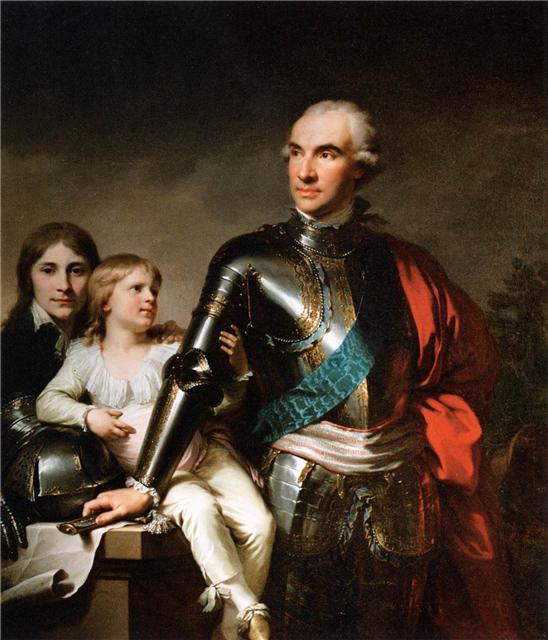
Й. Лампі. «Граф Потоцький з дітьми», Лувр, Париж

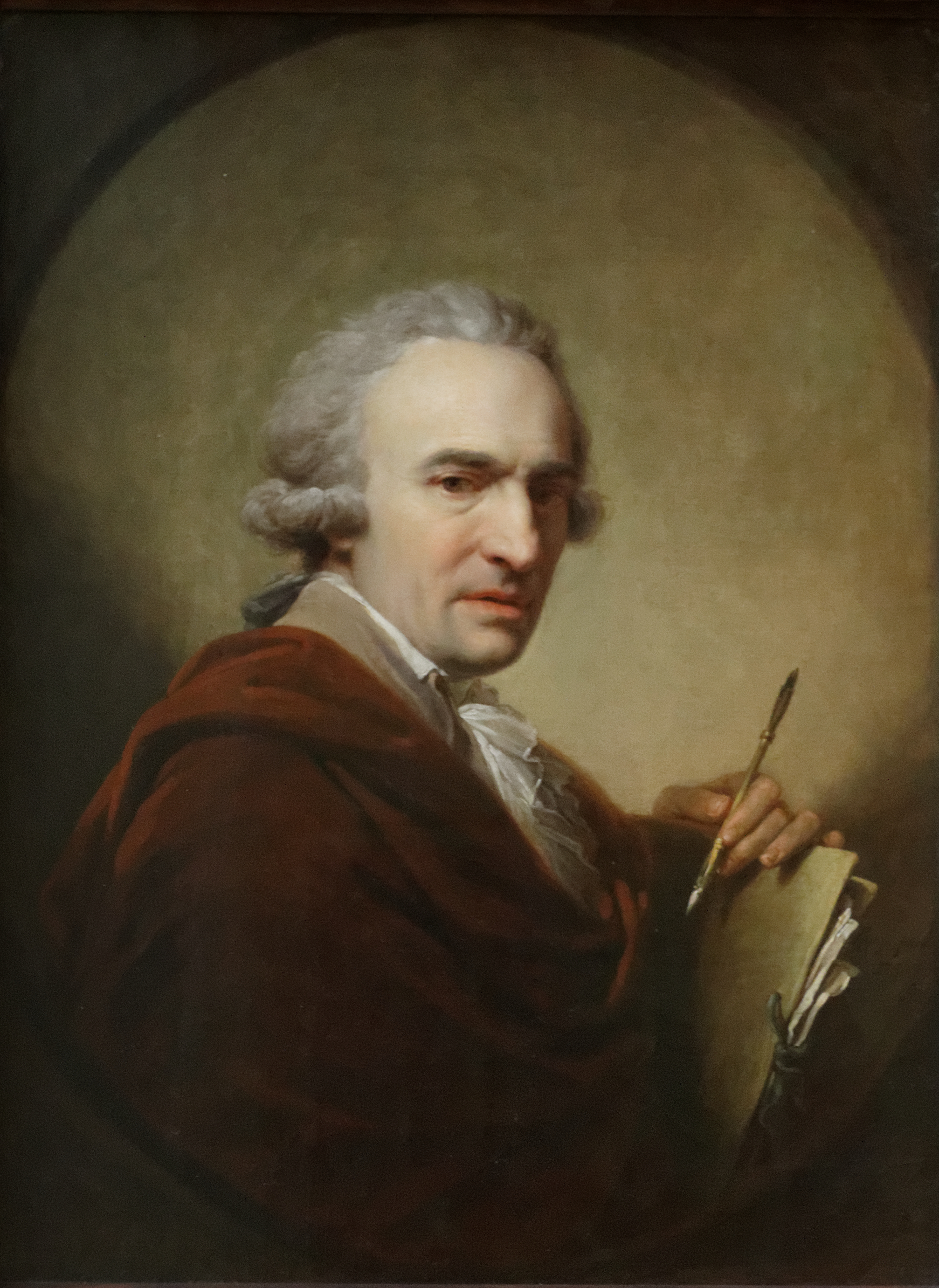
Й. Лампі. «Лятур»

Палац почали будувати 1782 року за проектом французького архітектора Лакруа на замовлення представників родини Потоцьких. Спочатку Потоцькі проживали у так званому Старому палаці, побудованому 1757 р. Після переїзду на Правобережну Україну вони власне і розбудували свою резиденцію в Тульчині. Після Другого Поділу Речі Посполитої у 1793 році граф Станіслав Щенсний Потоцький, тодішній власник маєтку, перейшов на службу до російської імператриці Катерини ІІ і отримав ранг генерала-аншефа. Перехід на бік російської імператриці був зрадою щодо Польщі, але дозволяв зберегти всі маєтки магната в Україні.
Власник садиби, Станіслав Щенсний (в історіографії його ім'я також передається як Станіслав Фелікс Потоцький, Станіслав Фелікс Щенсний Потоцький, Фелікс Потоцький, Щенсний Потоцький тощо) був одним з найбагатших людей краю і мав 165 000 кріпаків (дослідження різних часів дають зміни у кількості залежного населення. В історіографії зустрічається і цифра, що Потоцькому належало 130 249 «ревізьких душ»).
У часи володарювання та господарювання Потоцьких це був розвинений ансамбль декількох споруд. Садиба магната мала:
- Палац і два бічні флігелі,
- картинну галерею,
- бібліотеку (17.000 томів),
- невелику друкарню,
- манеж,
- турецькі лазні,
- стайні (зруйновані),
- оранжерею,
- декілька службових приміщень,
- садибний театр; мав репертуар, що складався з 5—7 опер та 2—3 концертів, а трупа налічувала до 200 акторів. Найближчий подібний аналог був лише в садибі Сапег — Ружани (нині Білорусь, суцільна руїна).
- Парк на 10 гектарів з назвою «Хороше» (садівник англієць Міллер). У пейзажному парку, закладеному у 1780-ті роки, переважали сосни та італійські тополі. Була і своя мережа каналів і ставків. Галявини парку прикрашали альтанки, фонтани, скульптура.

Кількома підземними спорудами, тунелями палац Потоцьких з'єднувався з іншими об'єктами Тульчина. Підземелля залишилися з середньовіччя і використовувалися для схову від нападників, зокрема турків, а також графом Потоцьким у своїх цілях.
Після смерті графа Станіслава Щенсного, Тульчин, як і всі інші його маєтності, дістався Софії Потоцькій. Синам  також хотілося палаців, грошей і красивого життя, не гіршого, ніж у матері. І у 1820 році, коли Софія була поза Поділлям, двадцятирічний Мечислав, узявся самовільно господарювати в Тульчині. Заволодів усім, що було в маєтках, — навіть маминими коштовностями. Награбовані кошти син вивозив за кордон, куди згодом і сам переїхав.
Мечислав неодноразово сидів у в’язницях. Звідки йому вдавалося тікати.Отримавши закордонний паспорт та прихопивши з собою меблі, картини, зброю та порцеляну з Тульчина, дістався Парижа, де вдало грав на біржі і примножував статки. А тим часом комісія, що керувала маєтком графа, доки він був у засланні, продала родинний архів Потоцьких як макулатуру одеським купцям.

### Старий палац
Старий палац — головне приміщення ансамблю, на 2 поверхи. Фасад палацу на парадний двір (курдонер) має відкриту лоджію в 10 колон іонійського ордеру. Будівля мала сполучення з бічними флігелями через заокруглені галереї, одна з яких (ліворуч) зруйнована до підмурків. Великий за розмірами ансамбль за поземним планом нагадував літеру П, відкриту на місто. Трохи краще збережений Флігель праворуч має наскрізну арку (подібна у флігеля ліворуч закладена.) Наскрізні арки прикрашені трикутними фронтонами, в тимпанах яких горельєфи з військовими атрибутами.
Первісне розпланування в палаці — анфіладою. Склепіння — пласкі. Палац мав стінописи доби класицизму (не збережені).
Раніше палац містяни полюбляли називати Тульчинським Версалем. В цьому місці проводили світські прийоми та масштабні бали.

### Сучасність

Палац Потоцьких — Панорамний знімок всього комплексу під час реставрації (2020)

З 1975 р., за СРСР, офіційно оголошено про початок реставрації, яка так й не була завершена.
З 1984 р. у палаці розміщується Тульчинське училище культури, з факультетами підготовки:
- Народна художня творчість;
- Інформаційна, бібліотечна та архівна справа;
- Хореографія.

2008 р. у палаці проходив міжрегіональний фестиваль народної творчості, образотворчого і гончарного мистецтва та хорових співів, присвячений М. Леонтовичу
З 2017 р. у палаці почали проводити фестиваль «OperaFest»

## Галерея

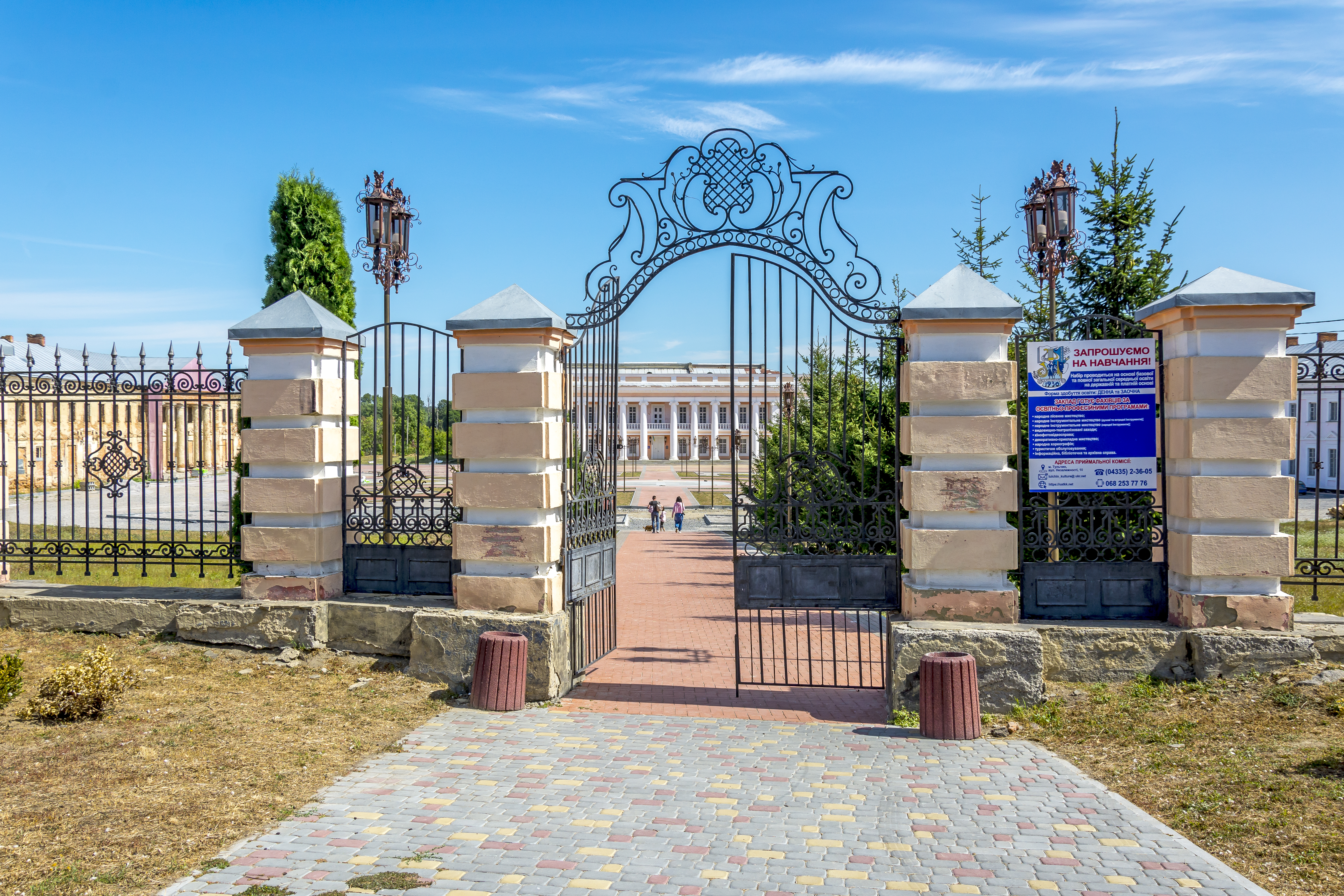
Ворота (2020)
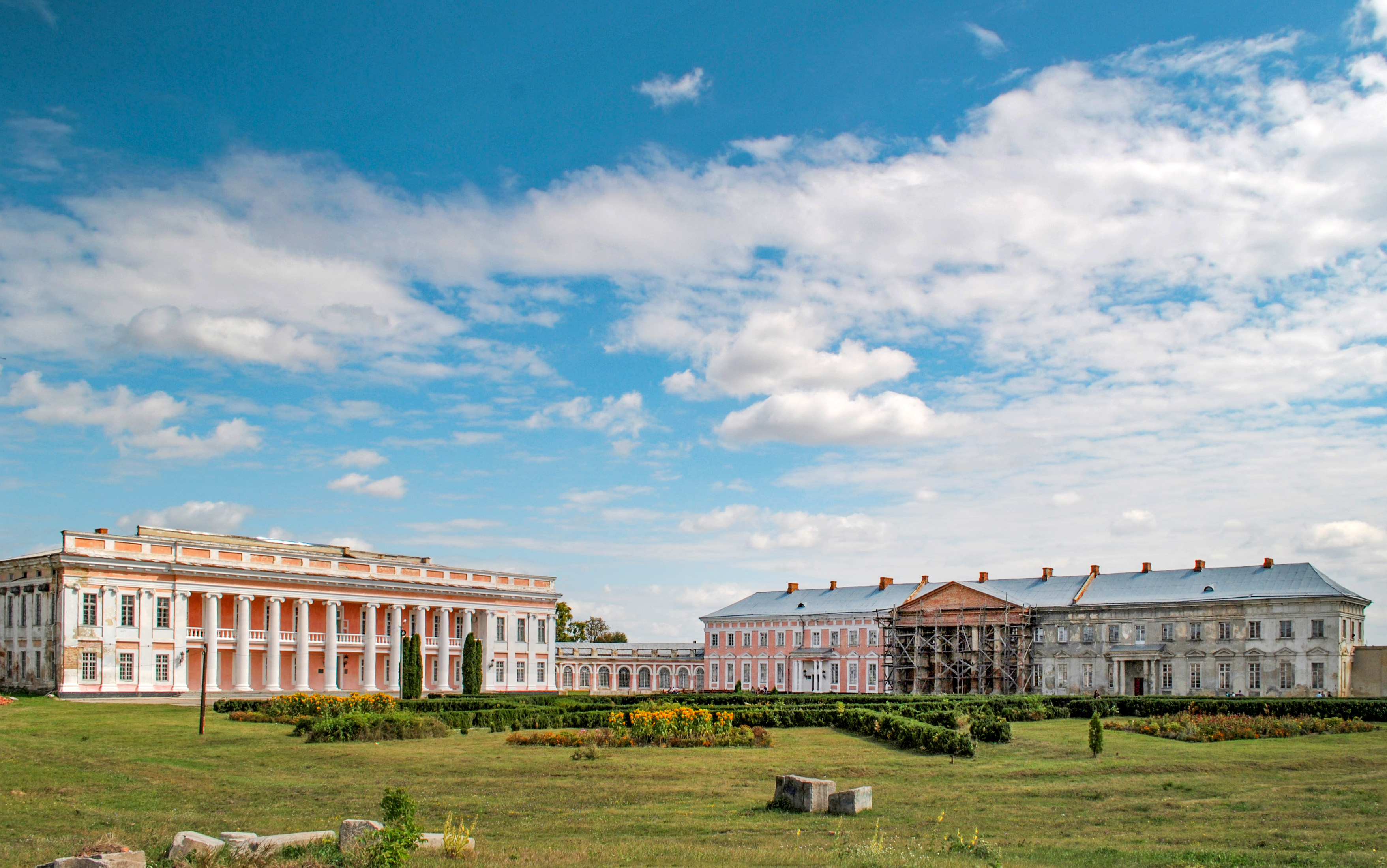
Головний корпус та правий флігель (2013)
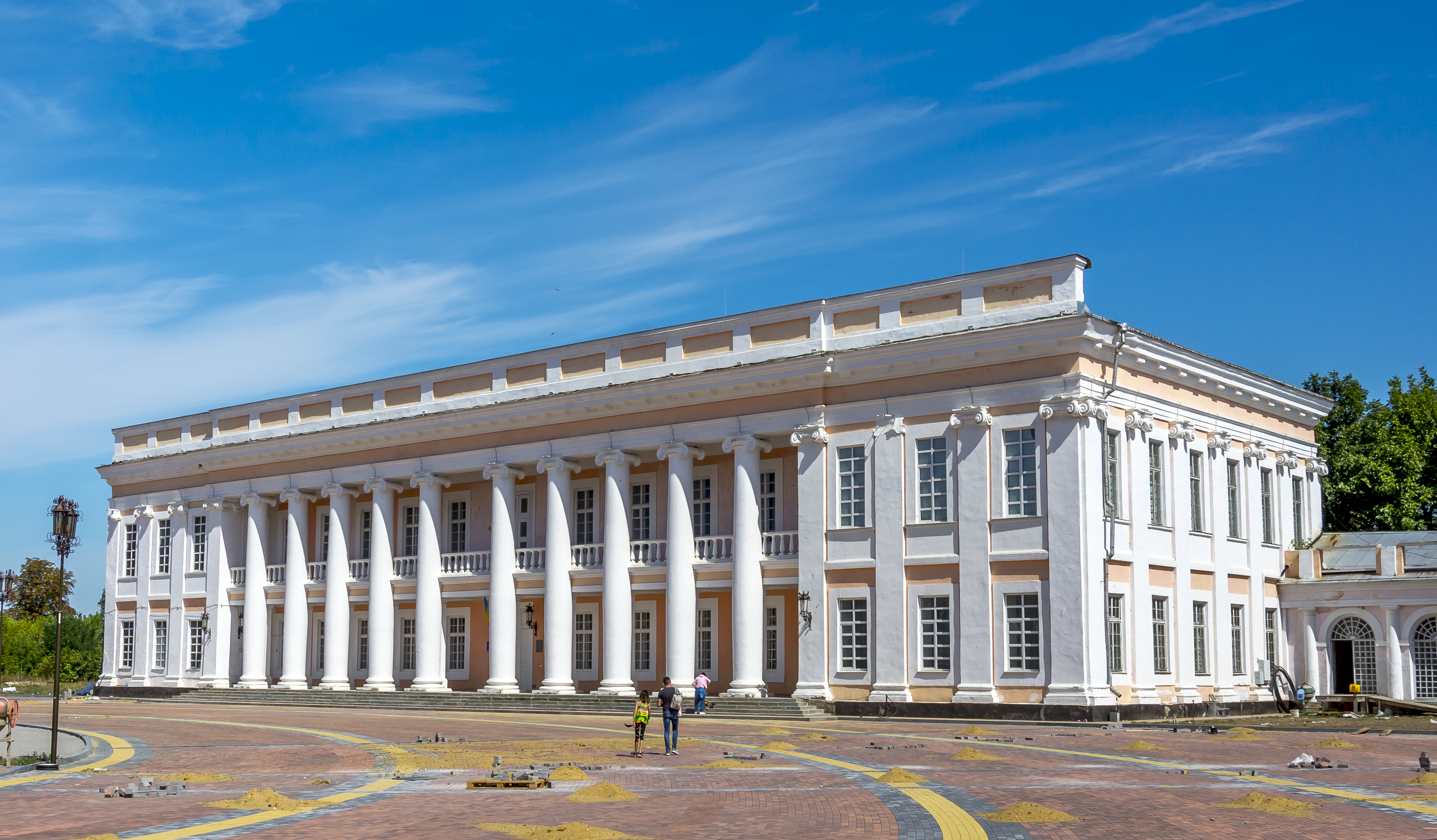
Головний корпус (2020)
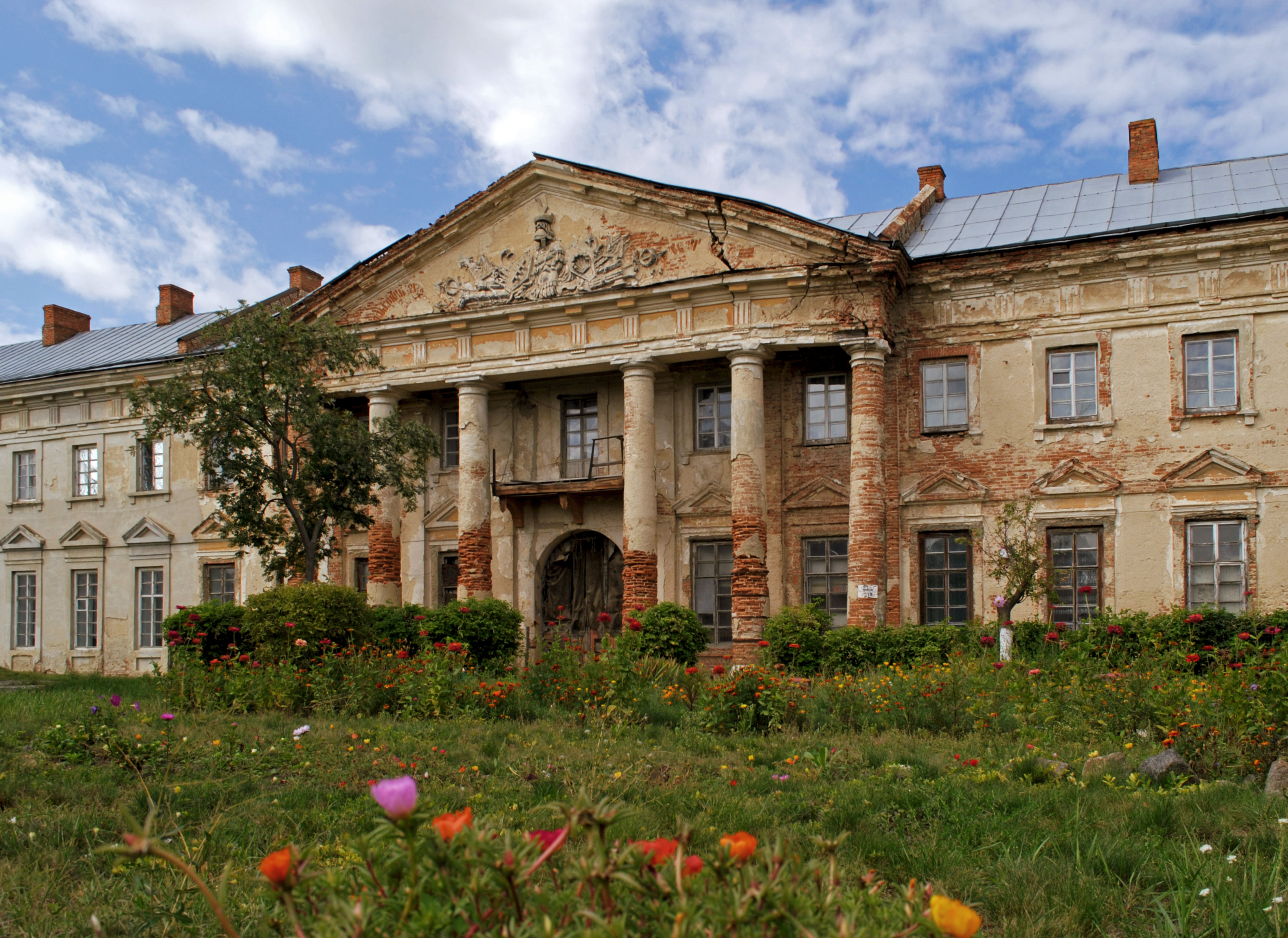
Правий флігель (2013)
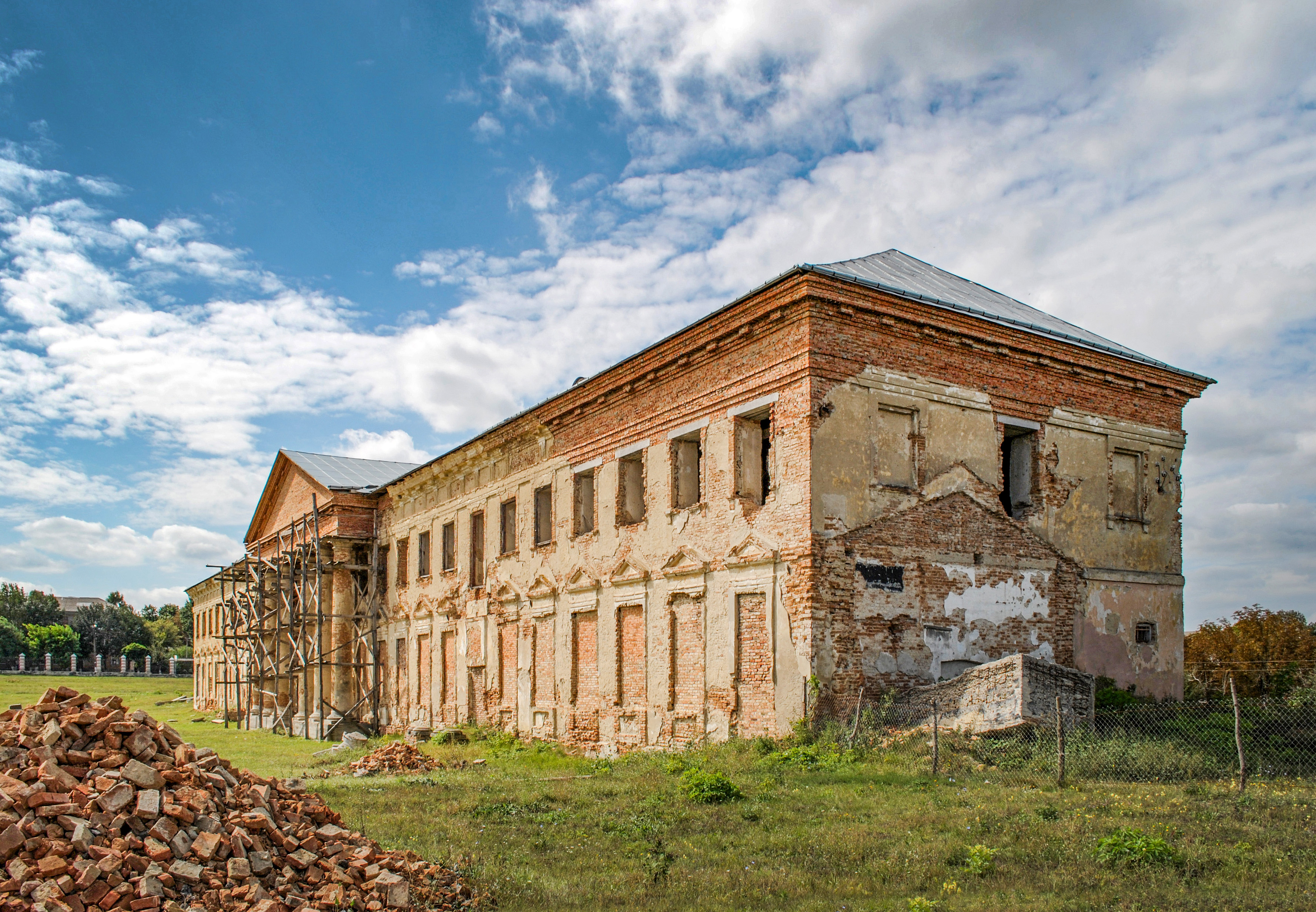
Лівий флігель (2013)